# Čo Min-son
Čo Min-son (* 21. března 1972) je bývalá korejská zápasnice-judistka, olympijská vítězka z roku 1996.

## Sportovní kariéra
Patřila k průkopnicím ženského vrcholového juda v Jižní Koreji. Od svých 14 let se připravovala na Sportovní střední škole v Soulu pod vedením Čchö Kwan-jonga (최관용) a později na Soulské sportovní univerzitě Hančchetä (한체대). V roce 1988 se účastnila domácích olympijských her v Soulu ukázkové disciplíny ženského juda. V začátcích sportovní kariéry byla známá častou změnou své váhové kategorie. Mezi lety 1988–1992 šla s vahou téměř o dvacet kilo nahoru. V olympijském roce 1992 nastupovala ve střední váze do 66 kg a při olympijské nominaci na olympijské hry v Barceloně neuspěla na úkor Pak Či-jong.
V roce 1993 získala svůj první titul mistryně světa a v roce 1995 titul mistryně světa obhájila již jako členka judistického týmu korejské společnosti Ssangyong Cement. Manažerem a trenérem tohoto mimořádně úspěšného týmu byl olympijský vítěz I Kjong-kun. V roce 1996 odjížděla na olympijské hry v Atlantě jako favoritka na vítězství a své předpoklady naplnila. Od úvodního kola úřadovala svým levým o-uči-gari, které doplňovala bezchybným přechodem do držení osaekomi. Ve finále se jí sice Polka Aneta Szczepańská z prvního držení vysmekla, ale minutu před koncem při druhém držení již Polku nepustila. Získala zlatou olympijskou medaili.
V roce 1998 sportovní kariéru přerušila kvůli narození potomka. Jedním z důvodů přerušení sportovní kariéry byla i krize korejského hospodářství v roce 1997, když Ssangyong Cement přestal korejské judo sponzorovat. K vrcholovému judu se vrátila na podzim 1999 a v roce 2000 se kvalifikovala na olympijské hry v Sydney. V semifinále prohrála minimálním bodovým rozdílem na koku s Kubánkou Sibelis Veranesovou a spadla do oprav. V boji o třetí místo nastoupila proti Belgičance Ulle Werbrouckové a v polovině zápasu jí poslala technikou tani-otoši na wazari. Bodový náskok udržela do konce zápasu a získala bronzovou olympijskou medaili. Po skončení sportovní kariéry v roce 2001 pracuje jako trenérka na domovské univerzitě Hančchetä.

## Výsledky
| Turnaj            | 1987       | 1988       | 1989 | 1990 | 1991 | 1992         | 1993         | 1994         | 1995         | 1996         | 1997         | 1998         | 1999         | 2000         |
| Turnaj            | 15         | 16         | 17   | 18   | 19   | 20           | 21           | 22           | 23           | 24           | 25           | 26           | 27           | 28           |
| Turnaj            | superlehká | superlehká |      |      |      | střední váha | střední váha | střední váha | střední váha | střední váha | střední váha | střední váha | střední váha | střední váha |
| ----------------- | ---------- | ---------- | ---- | ---- | ---- | ------------ | ------------ | ------------ | ------------ | ------------ | ------------ | ------------ | ------------ | ------------ |
| Olympijské hry    |            | 2.         |      |      |      | —            |              |              |              | 1.           |              |              |              | 3.           |
| Mistrovství světa | úč.        |            | 3.   |      | úč.  |              | 1.           |              | 1.           |              | 3.           |              | —            |              |
| Asijské hry       |            |            |      | 3.   |      |              |              | 2.           |              |              |              | —            |              |              |
| Mistrovství Asie  |            | 3.         |      |      | —    |              | 1.           |              | 3.           | —            | —            |              | —            | 3.           |

## Podrobnější výsledky

### Olympijské hry
| Rok      | Kategorie    |  | 1/32                          | 1/16                         | čtvrtfinále                  | semifinále                     | o bronz                         | finále                            |
| -------- | ------------ |  | ----------------------------- | ---------------------------- | ---------------------------- | ------------------------------ | ------------------------------- | --------------------------------- |
| LOH 1996 | střední váha |  | výhra - 1:35/tsg R. Camposová | výhra - 1:22/ysg Wang S.-po  | výhra - 0:08/oug D. Piñaová  | výhra - 0:57/oug C. Zwiersová  | —                               | výhra - 4:42/(wip) A. Szczepańská |
| LOH 2000 | střední váha |  | volný los                     | výhra - yuk/oab Y. Scapinová | výhra - 3:08/uma J. Kuzinová | prohra - kok/kug S. Veranesová | výhra - waz/tno U. Werbroucková | —                                 |